# Samugheo
Samugheo (sardinski: Samughèo) je grad i općina (comune) u pokrajini Oristanu u regiji Sardiniji, Italija. Nalazi se na nadmorskoj visini od 370 metara i ima 3 030 stanovnika.
 Prostire se na 81,28 km². Gustoća naseljenosti je 37 st/km².
Susjedne općine su: Allai, Asuni, Atzara, Busachi, Laconi, Meana Sardo, Ortueri, Ruinas i Sorgono.